# Croce Gloriosa di Dozulé

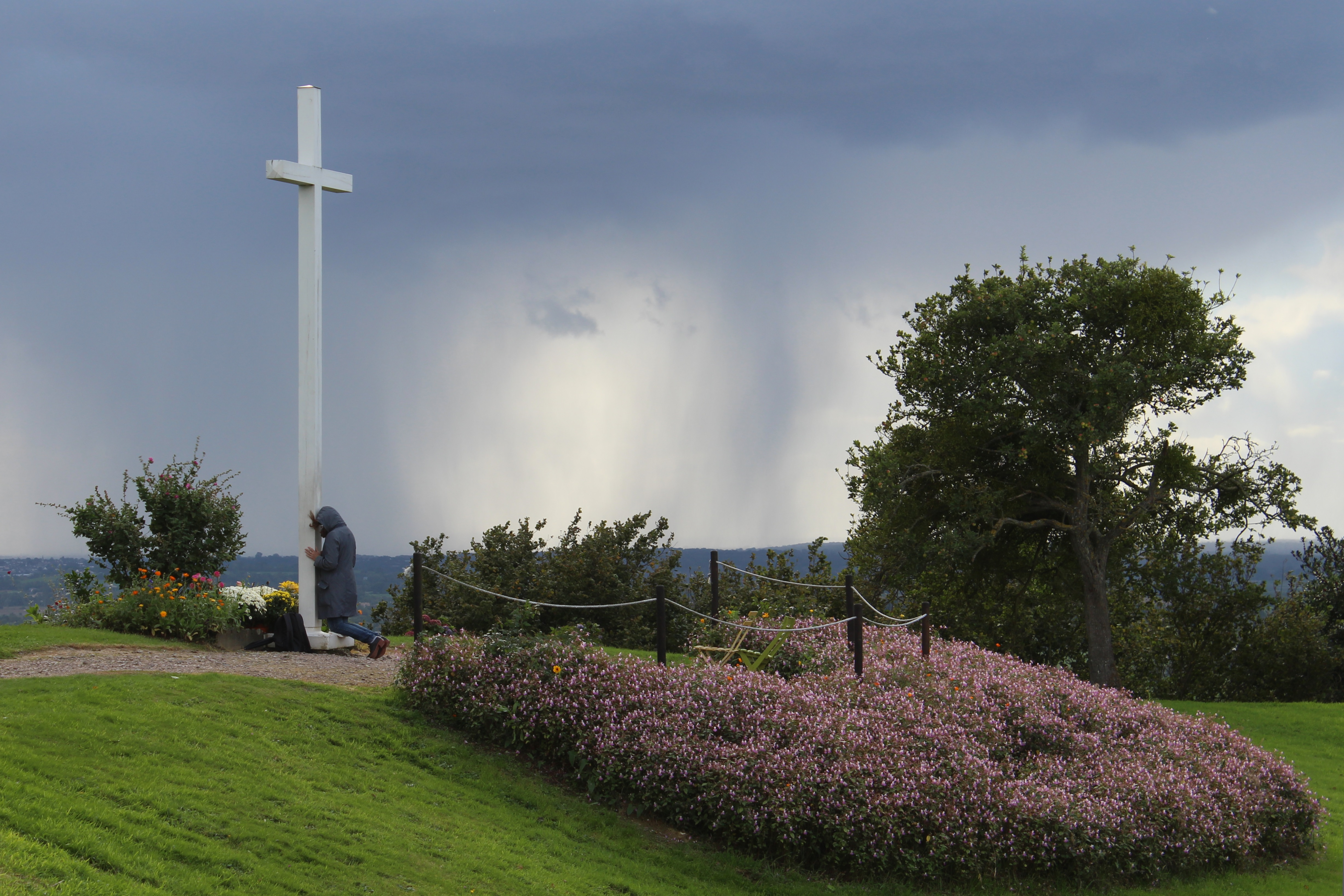
L'attuale Croce di Dozulé nel luogo della prima, presunta apparizione a Madeleine Aumont nel 1972

La Croce Gloriosa di Dozulé è una croce mai realizzata, ma che alcune persone desiderano venga eretta nel comune francese di Dozulé. Le apparizioni che spinsero al progetto della croce sono condannate dalla Chiesa cattolica e i sostenitori della croce di Dozulé non sono considerati in comunione con la Chiesa di Roma. 
Dovrebbe essere tutta illuminata, alta 738 metri (pari alla quota del Golgota) con bracci di 123 metri (cioè con le dimensioni verticale e orizzontale in rapporto di 6 a 1).
La denominazione Croce Gloriosa di Dozulé la distingue dalle Croci d'Amore, riduzioni in scala di 1 a 100 realizzate da seguaci di Dozulé in alcuni paesi del mondo (Francia, Italia, Messico, Argentina, etc,).

## Il culto
La Croce di Dozulé prende il nome dalla cittadina francese dove tra il 1972 e il 1978 Gesù sarebbe apparso per quarantanove volte a Madeleine Aumont, moglie di un operaio e madre di cinque figli, alla presenza dell'Abate Victor L'Horset e di alcune religiose, dettando una serie di insegnamenti, moniti per l'umanità, tra cui la Preghiera di Dozulé e messaggi di un prossimo «ritorno del Cristo-Re» .

### La preghiera di Dozulé
Secondo le parole di Madeleine Aumont del 2 gennaio 1976, le presunte apparizioni consentirebbero di conoscere la promessa di Gesù alla Chiesa, e non ad una setta:
«Io prometto alle anime che andranno a pentirsi ai piedi della Croce Gloriosa e che reciteranno tutti i giorni la Preghiera che ho insegnato loro, che in questa vita Satana non avrà più potere su di loro, e che per un periodo di sozzura, in un istante essi diverranno puri e saranno figli di Dio per l'eternità. Mio Padre la cui Bontà è Infinita, vuol salvare l'Umanità che è sull'orlo del precipizio. Mediante quest'Ultimo Messaggio dovete prepararvi.».

### Le richieste di indagine canonica
Il racconto integrale delle parole che Gesù avrebbe "dettate" a Madeleine Aumont è stato redatto grazie ai "Quaderni di Maddalena" e ai verbali del parroco e delle suore che affermarono di aver assistito agli avvenimenti.
Il parroco di Dozulé, L'Horset, diede ordine alle suore di redigere un verbale ad ogni apparizione e di trasmetterlo al Vescovo di Bayeux-Lisieux, Jean Badré, il quale si rifiutò di trasmettere al Papa il verbale del 1975.
Nel 1981 un missionario di passaggio a Dozulé, Jean Marie, credendo nel messaggio, lo consegnò a Giovanni Paolo II nel corso di un pellegrinaggio a Roma poco tempo dopo l'attentato. Nel 1983, Padre Gréco, gesuita, confessore del Papa, esperto al Concilio Vaticano II e consulente pontificio, convocò per tre giorni un architetto parigino e sua moglie, sedicenti testimoni delle apparizioni e un gruppo di simpatizzanti del messaggio. Al termine del colloquio, disse «continuate questa missione di luce», cioè continuate a far conoscere il messaggio e a pregare.
Padre Gréco propose di redigere una breve lettera per Giovanni Paolo II per chiedergli di fare aprire un'indagine canonica dal Vescovo di Bayeux-Lisieux, responsabile della Diocesi. 
Padre Gréco consegnò personalmente la lettera a Papa Giovanni Paolo II che incaricò il Vescovo di aprire un'inchiesta canonica. L'indagine canonica disposta dal Vescovo ha ricevuto critiche da sostenitori del fenomeno. (vedi: L'Avvenire prima dell'anno 2000 - ed. Segno).
Una commissione diocesana portò a conclusioni negative. Il cardinale Ratzinger, rivolgendosi al Vescovo si espresse dicendo: «La Congregazione… non dubita che seguirete ulteriormente questa vicenda con la stessa prudente vigilanza, e che prenderete all'occorrenza le misure opportune che in questa materia competono alla vostra personale autorità episcopale.»
Quindi la Congregazione conferma e sostiene l'autorità del vescovo locale che vieta il culto di questi presunti fenomeni.
Il 24 giugno 1985 il Vescovo di Bayeux-Lisieux pubblicò un'ordinanza ufficiale di non riconoscimento della soprannaturalità e di divieto del culto pubblico.

### La posizione della Chiesa cattolica
La posizione della Chiesa Cattolica è espressa dal Vescovo di Bayeux-Lisieux che ne ha vietato il culto. 
Nel maggio 2011, Mons. Boulanger, Vescovo della Diocesi di Beyeux- Lisieux, ha riaperto il caso "Dozulé" istituendo una nuova Commissione di Inchiesta.

### Diffusione del culto
Il culto di questa croce si è diffusa in varie parti del mondo, sostanzialmente senza l'approvazione della Chiesa e spesso senza informare gli Ordinari del luogo, in alcuni casi i Vescovi.